# Q'eqchi's
Els q'eqchi's (també kektxís) són una ètnia de cultura i llengua maia que viuen principalment als departaments d'Izabal, al sud d'El Petén, El Quiché, i al nord d'Alta Verapaz, a Guatemala, així com a alguns llogarets del districte de Toledo (Belize) i a les zones frontereres de Chiapas.

## Història
Abans que els conqueridors espanyols envaïssin Guatemala en la dècada de 1520, els kektxís s'havien establert en el que ara són els departaments d'Alta Verapaz i Baja Verapaz. A mesura que van passar els segles va haver-hi una època de desplaçaments de terres, reassentaments, persecucions i migracions, i va donar lloc a una població més àmplia de la comunitat kektxí en altres regions de Guatemala (Izabal, El Petén i El Quiché), al sud de Belize (districte de Toledo), i un nombre menor al Salvador, Hondures i el sud de Mèxic (Chiapas i Campeche).

### Massacre de Panzós
La massacre de Panzós va ser un metrallament d'indígenes kektxíes perpetrat el 29 de maig de 1978 per membres de les Forces Armades de Guatemala, per ordres del president Kjell Eugenio Laugerud García (1930-2009). Van ser assassinats almenys 53 kektxís (entre homes, dones i nens), i almenys 47 van quedar ferits.

## Religió
La religió és politeista, amb deïtats patrones de llocs naturals, tot i que es va barrejar amb el catolicisme per a formar un culte sincrètic on els sacerdots conviuen amb els curanderos (que barregen medicina i màgia) o ilonel, els vidents i els bruixots o aj tul, capaços de llançar encanteris. Aquests també s'encarreguen de preparar els morts per al seu viatge cap al més enllà després que la família envolti el cadàver de tot el que necessitarà a l'altra vida.